# Dobitschen
Dobitschen è un comune della Germania di 430 abitanti situato nel circondario dell'Altenburger Land in Turingia.

## Storia
Fino al 1º gennaio 2019 il comune di Dobitschen era parte della Verwaltungsgemeinschaft Altenburger Land; da tale data la città di Schmölln assunse il ruolo di "comune sussidiario" (Erfüllende Gemeinde) nei confronti di Dobitschen.